# La Ligne - La linea invisibile
La Ligne - La linea invisibile (La Ligne) è un film del 2022 diretto da Ursula Meier.
È stato presentato in concorso al 72º Festival di Berlino.

## Trama
Margaret, ha ricevuto un ordine restrittivo di tre mesi per aver picchiato sua madre. Ma i 200 metri che ora la separano da casa, l'eponima "linea invisibile", non fanno che esacerbare il suo desiderio di riconnettersi con la sua famiglia.

## Distribuzione
Il film è stato presentato in anteprima in concorso al 72º Festival di Berlino l'11 febbraio 2022. È stato distribuito nella sale cinematografiche francesi a partire dall'11 gennaio 2023 e in quelle italiane a partire dal 19 gennaio 2023.

## Riconoscimenti
- 2024 – Premio Magritte[2]
  - Candidatura per la migliore colonna sonora